# Schizocosa altamontis
Schizocosa altamontis este o specie de păianjeni din genul Schizocosa, familia Lycosidae. A fost descrisă pentru prima dată de Chamberlin, 1916.
Este endemică în Peru. Conform Catalogue of Life specia Schizocosa altamontis nu are subspecii cunoscute.